# Podtajništvo planiranja i kooperacije Čilea
Podtajništvo planiranja i kooperacije Čilea (špa. Subsecretaría de Planificación y Cooperación de Chile) je bilo bivše podtajništvo države Čile (Subsecretaría de Estado de Chile) podređeno ministarstva planiranja i kooperacije (Ministerio de Planificación y Cooperación, MIDEPLAN). Postojalo je do sve dok se to ministarstvo nije reformiralo 2011. godine.

## Podtajnici
| Podtajnik                      | Stranka       | Predsjednik             | Razdoblje                               |
| ------------------------------ | ------------- | ----------------------- | --------------------------------------- |
| Álvaro García Hurtado          | PPD           | Patricio Aylwin         | 11. ožujka 1990. – 1. srpnja 1993.      |
| Carlos Fuensalida Claro        |               | Patricio Aylwin         | 1. srpnja 1993. - 11. ožujka 1994.      |
| Pedro Goic Karmelic            | PDC           | Eduardo Frei Ruiz-Tagle | 11. ožujka 1994. - 1. siječnja 1997.    |
| Antonio Lara Bravo             | PDC           | Eduardo Frei Ruiz-Tagle | 1. siječnja 1997. - 11. ožujka 2000.    |
| Víctor Humberto Vega Fernández | PS            | Ricardo Lagos           | 11. ožujka 2000. - 24. kolovoza 2001.   |
| Jaime Andrade Guenchocoy       | PS            | Ricardo Lagos           | 24. kolovoza 2001. – 14. kolovoza 2003. |
| Marcelo Carvallo Ceroni        | PS            | Ricardo Lagos           | 14. kolovoza 2003. - 7. kolovoza 2004.  |
| Jaime Andrade Guenchocoy       | PS            | Ricardo Lagos           | 15. listopada 2004. - 11. ožujka 2006.  |
| Gonzalo Arenas Valverde        | PDC           | Michelle Bachelet       | 11. ožujka 2006. - 14. siječnja 2008.   |
| Eduardo Abedrapo               | PDC           | Michelle Bachelet       | 14. siječnja 2008. - 11. ožujka 2010.   |
| María Soledad Arellano Schmidt | Independiente | Sebastián Piñera        | 11. ožujka 2010. – 13. listopada 2011.  |